# Contea di Randolph (Alabama)
La contea di Randolph, in inglese Randolph County, è una contea dello Stato dell'Alabama, negli Stati Uniti. La popolazione al censimento del 2000 era di 22.380 abitanti. Il capoluogo di contea è Wedowee.

## Geografia fisica
La contea si trova nella parte centro occidentale dell'Alabama, al confine con lo Stato della Georgia. Lo United States Census Bureau certifica che l'estensione della contea è di 1.513 km², di cui 1.505 km² composti da terra e i rimanenti 8 km² composti di acqua.
La contea si trova nella sezione fisiografica del Piedmont. Il fiume Tallapoosa scorre nella contea. La contea è immersa in un paesaggio di colline, numerosi laghi e fiumi, e offre molte opportunità per l’osservazione della fauna selvatica e per le attività ricreative all’aperto.

### Contee confinanti
- Contea di Cleburne - nord
- Contea di Carroll (Georgia) - nord-est
- Contea di Heard (Georgia) - est
- Contea di Troup (Georgia) - sud-est
- Contea di Chambers - sud
- Contea di Tallapoosa - sud-ovest
- Contea di Clay - ovest

### Laghi e fiumi
La contea comprende i seguenti laghi e fiumi:
| Laghi | Fiumi |
| --- | --- |
| - Crystal Lake - Burns Lake Number 1 - Burns Lake Number 2 - Grays Lake - Frost Lake - Nelson Lake - Brady Lake - Higgins Lake | - Hunter Creek - Hurricane Creek - Jack Branch - Fixico Creek - Dewberry Branch - Rocky Branch - Mill Branch - Miles Branch |

## Storia
La contea di Randolph fu costituita il 18 dicembre 1832. I territori appartenevano ai Creek. Il nome le è stato dato in onore a John Randolph, membro del Senato degli Stati Uniti della Virginia.

## Principali strade ed autostrade
- U.S. Highway 431
- State Route 22
- State Route 48
- State Route 77

## Società

### Evoluzione demografica
Abitanti censiti (migliaia)

## Centri abitati[8]
- Graham - CDP
- Morrison Crossroads - CDP
- Roanoke - city
- Rock Mills - CDP
- Wadley - town
- Wedowee - town
- Woodland (capoluogo) - town